# Ungarische Eishockeyliga 2003/04
Die Saison 2003/04 war die 67. Spielzeit der ungarischen Eishockeyliga, der höchsten ungarischen Eishockeyspielklasse. Meister wurde zum insgesamt fünften Mal in der Vereinsgeschichte Alba Volán Székesfehérvár.

## Modus
In der Hauptrunde absolvierte jede der sechs Mannschaften insgesamt zehn Spiele. Die drei bestplatzierten Mannschaften der Hauptrunde qualifizierten sich für die Gruppe I der Zwischenrunde. Die beiden Erstplatzierten der Zwischenrunden-Gruppe I bestritten anschließend das Meisterschaftsfinale. Die übrigen drei Mannschaften der Hauptrunde traten in der Zwischenrunden-Gruppe II an und deren Erstplatzierter qualifizierte sich für das Spiel um Platz 3 gegen den Dritten der Gruppe I. Für einen Sieg nach regulärer Spielzeit erhielt jede Mannschaft drei Punkte, für einen Sieg nach Overtime gab es zwei Punkte, bei einer Niederlage nach Overtime gab es einen Punkt und bei einer Niederlage nach regulärer Spielzeit null Punkte.

## Hauptrunde
|    | Klub                      | Sp | S | OTS | OTN | N | Tore  | Punkte |
| -- | ------------------------- | -- | - | --- | --- | - | ----- | ------ |
| 1. | Alba Volán Székesfehérvár | 10 | 9 | 0   | 1   | 0 | 62:20 | 28     |
| 2. | Dunaújvárosi AC           | 10 | 7 | 2   | 0   | 1 | 87:19 | 25     |
| 3. | Ferencvárosi TC           | 10 | 6 | 0   | 1   | 3 | 60:36 | 19     |
| 4. | Újpesti TE                | 10 | 4 | 0   | 0   | 6 | 37:59 | 12     |
| 5. | Miskolci Jegesmedvék JSE  | 10 | 1 | 0   | 0   | 9 | 27:77 | 3      |
| 6. | Győri ETO HC              | 10 | 1 | 0   | 0   | 9 | 21:83 | 3      |

Sp = Spiele, S = Siege, U = unentschieden, N = Niederlagen, OTS = Overtime-Siege, OTN = Overtime-Niederlage

## Zwischenrunde

### Gruppe I
|    | Klub                      | Sp | S | OTS | OTN | N | Tore  | Punkte |
| -- | ------------------------- | -- | - | --- | --- | - | ----- | ------ |
| 1. | Alba Volán Székesfehérvár | 8  | 7 | 0   | 1   | 0 | 38:14 | 22     |
| 2. | Dunaújvárosi AC           | 8  | 3 | 2   | 0   | 3 | 33:32 | 13     |
| 3. | Ferencvárosi TC           | 8  | 0 | 0   | 1   | 7 | 22:47 | 1      |

### Gruppe II
|    | Klub                    | Sp | S | OTS | OTN | N | Tore  | Punkte |
| -- | ----------------------- | -- | - | --- | --- | - | ----- | ------ |
| 4. | Újpesti TE              | 8  | 8 | 0   | 0   | 0 | 54:28 | 24     |
| 5. | Győri ETO HC            | 8  | 3 | 0   | 0   | 5 | 27:41 | 9      |
| 6. | Miskolci Jegesmedve JSE | 8  | 1 | 0   | 0   | 7 | 29:41 | 3      |

## Playoffs

### Spiel um Platz 3
- Ferencvárosi TC - Újpesti TE 2:0 (7:2, 5:3)

### Finale
- Alba Volán Székesfehérvár - Dunaújvárosi AC 4:1 (3:1, 1:0, 2:3 n. P., 6:0, 3:2 n. P.)